# Joan Mir
Joan Mir (Palma de Maiorca, 1 de setembro de 1997) é um motociclista espanhol, atualmente compete no MotoGP pela Repsol Honda.
Ganhou o campeonato de MotoGP pela Suzuki em 2020.

## Carreira
Joan Mir fez sua estreia na Moto3 em 2015 pela Leopard Racing. 
Na época de 2018 subiu para a categoria de Moto2, para a equipa Marc VDS Racing Team, num contracto de 4 anos.
Foi campeão da temporada 2020 da MotoGP.
Assinou com a equipe de fábrica da Honda para a temporada 2023 após a saída da Suzuki da categoria MotoGP. 